# ويبرن
ويبرن (بالإنجليزية: Weyburn)‏ هي مدينة في جنوب شرق مقاطعة ساسكاتشوان في كندا. بلغ عدد سكان المدينة عام 2006 بنحو 9,433 نسمة.

## المناخ
يظهر الجدول التالي التغييرات المناخية على مدار السنة لويبرن:
| البيانات المناخية لـويبرن         | البيانات المناخية لـويبرن | البيانات المناخية لـويبرن | البيانات المناخية لـويبرن | البيانات المناخية لـويبرن | البيانات المناخية لـويبرن | البيانات المناخية لـويبرن | البيانات المناخية لـويبرن | البيانات المناخية لـويبرن | البيانات المناخية لـويبرن | البيانات المناخية لـويبرن | البيانات المناخية لـويبرن | البيانات المناخية لـويبرن | البيانات المناخية لـويبرن |
| الشهر                             | يناير                     | فبراير                    | مارس                      | أبريل                     | مايو                      | يونيو                     | يوليو                     | أغسطس                     | سبتمبر                    | أكتوبر                    | نوفمبر                    | ديسمبر                    | المعدل السنوي             |
| --------------------------------- | ------------------------- | ------------------------- | ------------------------- | ------------------------- | ------------------------- | ------------------------- | ------------------------- | ------------------------- | ------------------------- | ------------------------- | ------------------------- | ------------------------- | ------------------------- |
| الدرجة القصوى °م (°ف)             | 11.5 (52.7)               | 16.0 (60.8)               | 23.5 (74.3)               | 32.2 (90.0)               | 37.5 (99.5)               | 40.5 (104.9)              | 42.5 (108.5)              | 40.0 (104.0)              | 38.0 (100.4)              | 31.1 (88.0)               | 24.0 (75.2)               | 14.5 (58.1)               | 42.5 (108.5)              |
| متوسط درجة الحرارة الكبرى °م (°ف) | −8.2 (17.2)               | −5.4 (22.3)               | 1.4 (34.5)                | 11.9 (53.4)               | 18.6 (65.5)               | 23.2 (73.8)               | 26.5 (79.7)               | 26.2 (79.2)               | 19.6 (67.3)               | 11.4 (52.5)               | 0.8 (33.4)                | −6.1 (21.0)               | 10.0 (50.0)               |
| المتوسط اليومي °م (°ف)            | −13.5 (7.7)               | −10.5 (13.1)              | −3.6 (25.5)               | 5.2 (41.4)                | 11.7 (53.1)               | 16.7 (62.1)               | 19.6 (67.3)               | 18.8 (65.8)               | 12.5 (54.5)               | 5.1 (41.2)                | −4.2 (24.4)               | −11.1 (12.0)              | 3.9 (39.0)                |
| متوسط درجة الحرارة الصغرى °م (°ف) | −18.8 (−1.8)              | −15.6 (3.9)               | −8.7 (16.3)               | −1.5 (29.3)               | 4.8 (40.6)                | 10.1 (50.2)               | 12.7 (54.9)               | 11.4 (52.5)               | 5.5 (41.9)                | −1.3 (29.7)               | −9.1 (15.6)               | −16.2 (2.8)               | −2.2 (28.0)               |
| أدنى درجة حرارة °م (°ف)           | −42.9 (−45.2)             | −41.9 (−43.4)             | −41.1 (−42.0)             | −30.6 (−23.1)             | −13.3 (8.1)               | −3.9 (25.0)               | −2.2 (28.0)               | −2.2 (28.0)               | −13.3 (8.1)               | −20.6 (−5.1)              | −34.0 (−29.2)             | −42.0 (−43.6)             | −42.9 (−45.2)             |
| الهطول مم (إنش)                   | 19.7 (0.78)               | 11.9 (0.47)               | 22.2 (0.87)               | 27.6 (1.09)               | 56.8 (2.24)               | 75.5 (2.97)               | 66.1 (2.60)               | 47.5 (1.87)               | 33.2 (1.31)               | 24.2 (0.95)               | 18.5 (0.73)               | 20.8 (0.82)               | 423.9 (16.69)             |
| معدل هطول الأمطار مم (إنش)        | 0.7 (0.03)                | 0.8 (0.03)                | 6.1 (0.24)                | 19.2 (0.76)               | 51.3 (2.02)               | 75.5 (2.97)               | 66.1 (2.60)               | 47.5 (1.87)               | 32.1 (1.26)               | 16.4 (0.65)               | 2.2 (0.09)                | 0.5 (0.02)                | 318.2 (12.53)             |
| متوسط تساقط الثلوج سم (إنش)       | 19.0 (7.5)                | 11.1 (4.4)                | 16.1 (6.3)                | 8.3 (3.3)                 | 5.5 (2.2)                 | 0.0 (0.0)                 | 0.0 (0.0)                 | 0.0 (0.0)                 | 1.1 (0.4)                 | 7.8 (3.1)                 | 16.4 (6.5)                | 20.3 (8.0)                | 105.7 (41.6)              |
| ساعات سطوع الشمس الشهرية          | 98.0                      | 125.4                     | 150.4                     | 222.7                     | 268.3                     | 309.4                     | 353.0                     | 294.5                     | 192.5                     | 176.0                     | 117.3                     | 80.1                      | 2٬387٫7                   |
| نسبة وصول أشعة الشمس              | 36.5                      | 44.0                      | 40.9                      | 54.1                      | 56.4                      | 63.6                      | 71.9                      | 65.8                      | 50.7                      | 52.6                      | 42.8                      | 31.4                      | 50.9                      |
| المصدر: Environment Canada        |                           |                           |                           |                           |                           |                           |                           |                           |                           |                           |                           |                           |                           |

## أعلام
- رينيه شابديلين
- جاي جافريل كاي
- بريتو جونز
- داستين دونكان
- نيل كاميرون